# Józef z Alawerdi

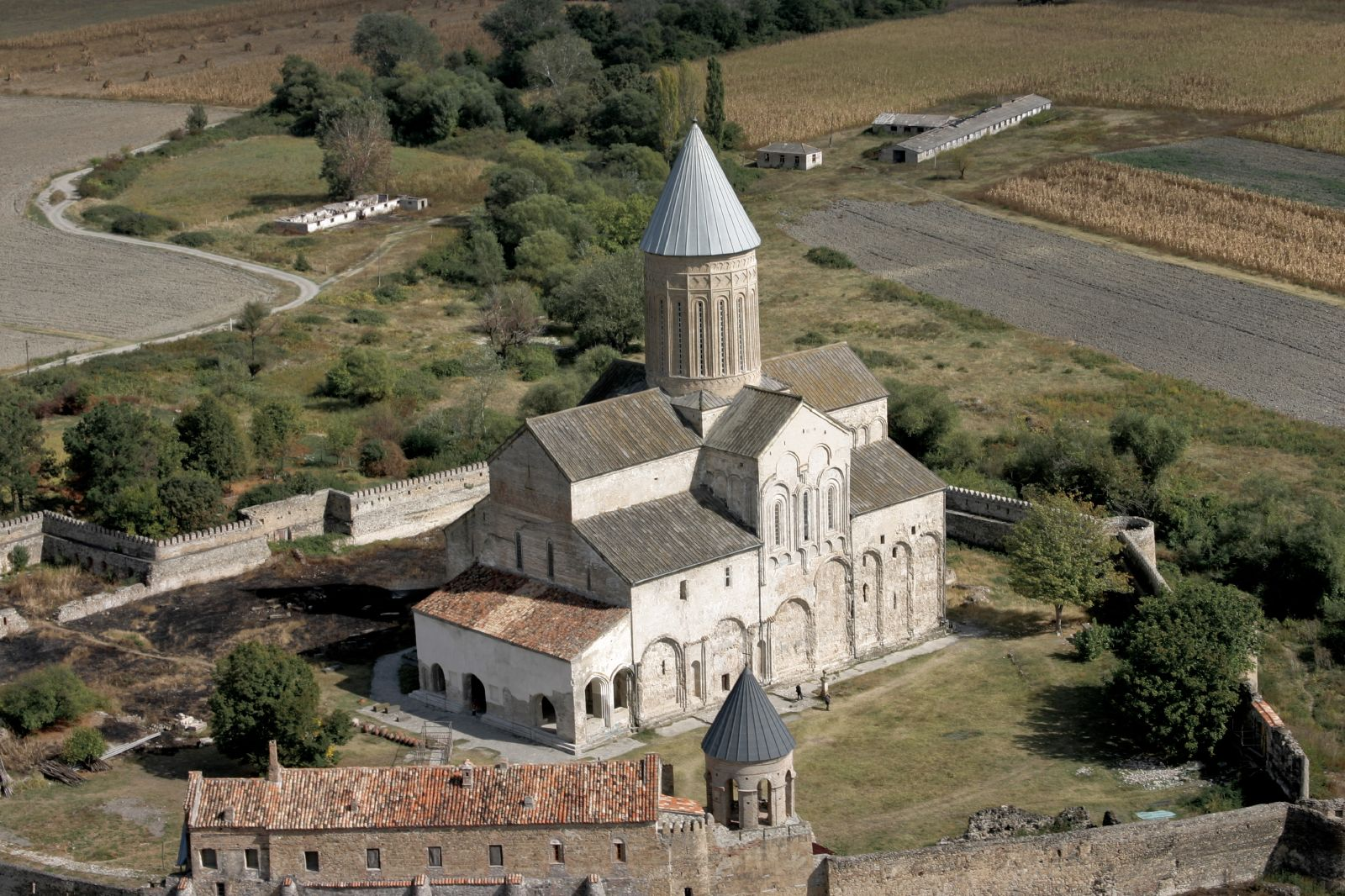
Klasztor Alawerdi

Józef z Alawerdi (zm. 570 w Alawerdi) – święty mnich chrześcijański.
Według hagiografii pochodził z Syrii. W młodości dołączył do klasztoru założonego przez mnicha Jana i razem z nim opuścił pustynię w Syrii jako jeden z dwunastu wybranych uczniów. Razem z innymi mnichami ze wspólnoty kierowanej przez Jana żył następnie na górze Zaden (późniejsza Zedazeni), uznawany przez miejscową ludność za świętego ascetę i cudotwórcę. Następnie na polecenie Jana opuścił górę, by razem z mnichami Stefanem, Antonim i Zenonem udał się do Kachetii, gdzie działał już inny uczeń Jana, biskup Abibos.
Hagiografia prawosławna nazywa go „kwiatem czystości i cnoty”. Przypisuje mu również posiadanie krzyża w całości wykonanego z drewna Krzyża Pańskiego. W Kachetii prowadził działalność misyjną, założył również monaster Alawerdi, gdzie skupił wokół siebie znaczną grupę uczniów. Zmarł w klasztorze i został pochowany w jego głównej świątyni.